# ماري آن بوث
ماري آن بوث (بالإنجليزية: Mary Ann Booth)‏ هي عالمة أحياء دقيقة أمريكية، ولدت في 8 سبتمبر 1843 في لونغميدو في الولايات المتحدة، وتوفيت في 15 سبتمبر 1922.